# Jermaine Johnson
Jermaine Johnson (Kingston, 25 giugno 1980) è un calciatore giamaicano, centrocampista del Tivoli Gardens.

## Palmarès

### Club

#### Competizioni nazionali
- Flow Champions Cup: 1

Tivoli Gardens: 2005-2006